# Puntius lateristriga
Puntius lateristriga (Spanner barb o T-barb) es una especie de peces de la familia de los Cyprinidae en el orden de los Cypriniformes.

## Morfología
Los machos pueden llegar alcanzar los 18 cm de longitud total.

## Alimentación
Come crustáceos, gusanos, insectos y materia vegetal.

## Hábitat
Es un pez de agua dulce que suele encontrarse en arroyos de zonas montañosas y prefiere áreas con abundantes piedras y lechos rocosos.

## Distribución geográfica
Se encuentra desde Malasia hasta Borneo.